# Artyom Dudolev
Bản mẫu:Eastern Slavic name
Artyom Filippovich Dudolev (tiếng Nga: Артём Филиппович Дудолев; sinh ngày 30 tháng 9 năm 1991) là một cầu thủ bóng đá người Nga. Anh thi đấu cho FC Sibir Novosibirsk.

## Sự nghiệp câu lạc bộ
Anh có màn ra mắt tại Russian Second Division cho FC Sibir-2 Novosibirsk vào ngày 23 tháng 4 năm 2011 trong trận đấu với FC KUZBASS Kemerovo.